# Somborn (Dortmund)

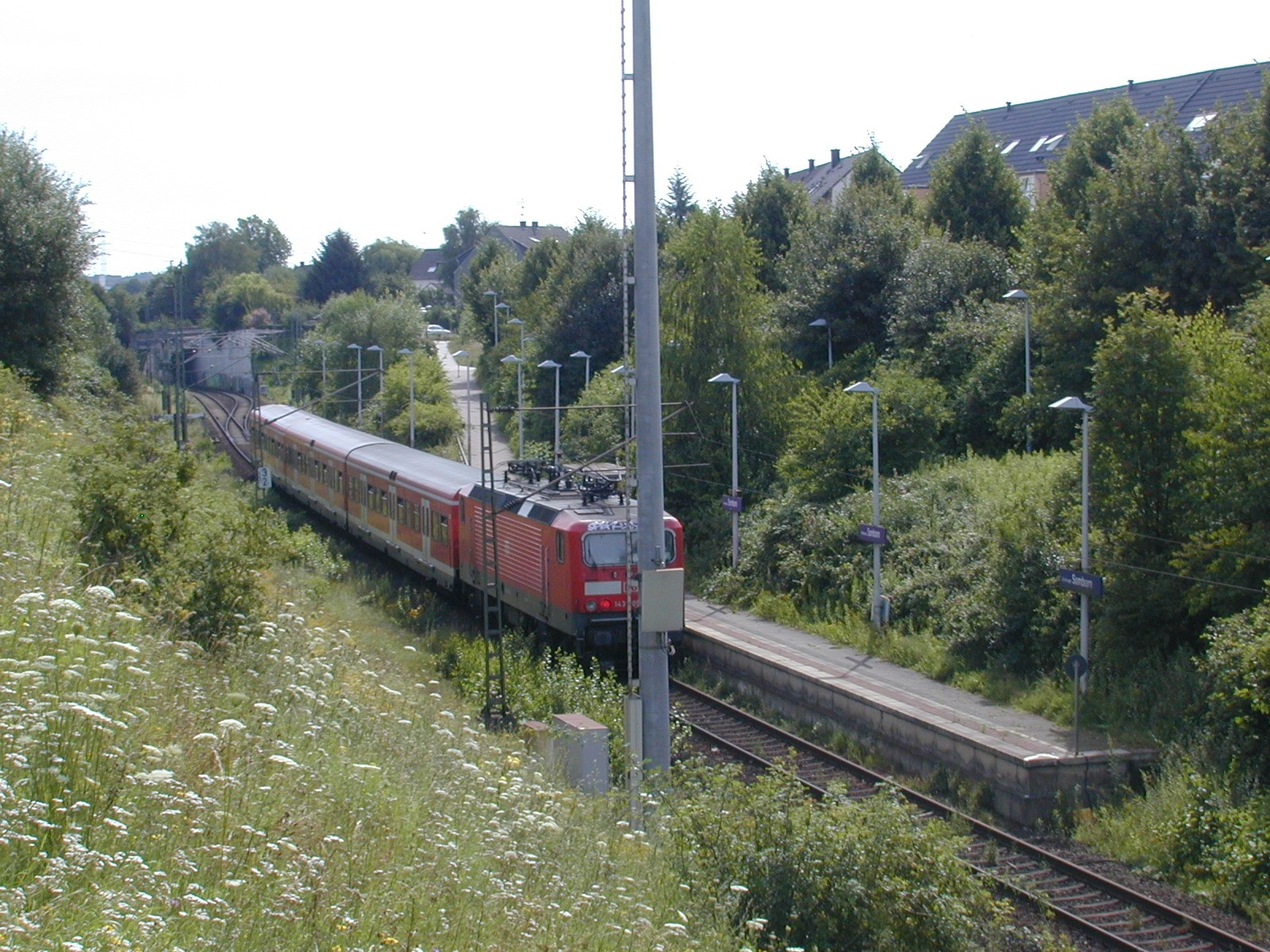
S-Bahn-Haltepunkt

Somborn ist ein Stadtteil im Stadtbezirk Lütgendortmund im Westen der Stadt Dortmund. Seine Besonderheit in der Region liegt in seiner Zweiteilung, denn der westlich gelegene Teil Somborns gehört zum Bochumer Stadtteil Langendreer. Der Dortmunder Ortsteil Somborn ist bis heute ländlich geprägt und beherbergt keine Industrieansiedlungen.

## Geschichte
Die erste urkundliche Erwähnung von Somborn erfolgt 1217 im Beisein des Kölner Erzbischofs Engelbert I.: Vor Engelbert, electus et confirmatus, trägt der Edle Jonathas de Ardeia dem Grafen Hermann v. Ravensberg statt des Hofes zu Alstede den Hof in Somborn bei Dortmund zu Lehen auf. (Knipping, Die Regesten der EB von Köln im Mittelalter; Wilmann, Westf. UB III 59 Nr. 115). 1384 erfolgte eine weitere Erwähnung Somborns: Pastor Ernst von Westhausen beurkundet, einen Hof in Somborn gekauft zu haben. Somborn gehörte im Spätmittelalter und der Frühen Neuzeit mit eigener Bauerschaft im Oberamt Bochum (historisch) zur Grafschaft Mark. Während des Dreißigjährigen Krieges wurden die Bauernhöfe in Somborn mehrfach in Brand gesetzt. 
Im Zeitalter der Industrialisierung siedelten sich zwar in den umliegenden Dörfern wie Düren Zechen an, das benachbarte Lütgendortmund wuchs zu einer Kleinstadt heran, Somborn blieb allerdings landwirtschaftlich geprägt, lediglich Teile der Zeche Siebenplaneten befanden sich auf Somborner Gemeindegebiet.
1891 wurde hier der Sportverein Westfalia Somborn gegründet, der 1936 bis in die höchste Spielklasse im Feldhandball aufstieg.

### Zweiteilung
Somborn bildete ab 1850 zusammen mit den Dörfern Stockum, Düren, Werne sowie der Gemeinde Langendreer das Amt Langendreer. Dieses wurde im Zuge der Gemeindereform, die am 1. August 1929 in Kraft trat, aufgelöst. Düren und Stockum kamen daraufhin zu Witten, Langendreer und Werne zu Bochum, während Somborn auf die Städte Dortmund und Bochum aufgeteilt wurde. Dabei erhielt Dortmund 129 Hektar der aufgelösten Gemeinde. 78 Hektar kamen zu Bochum. Der Grund für diese Zweiteilung geht aus den überlieferten Akten nicht zweifelsfrei hervor.

### Bevölkerungsentwicklung
| Jahr      | 2003 | 2008 | 2013 | 2018 |
| --------- | ---- | ---- | ---- | ---- |
| Einwohner | 597  | 567  | 553  | 528  |

### Statistik
Der Stadtteil Somborn gehört zum statistischen Bezirk Lütgendortmund.
Strukturdaten der Bevölkerung Lütgendortmunds:
- Minderjährigenquote: 17,4 % [Dortmunder Durchschnitt: 19,4 % (2016)][4]
- Altenquote: 30,2 % [Dortmunder Durchschnitt: 30,0 % (2016)][5]
- Ausländeranteil: 13,4 % [Dortmunder Durchschnitt: 18,2 % (2018)][6]
- Arbeitslosenquote: 11,2 % [Dortmunder Durchschnitt: 11,0 % (2017)][7]

Das Durchschnittseinkommen liegt etwa 5 % unter dem Dortmunder Durchschnitt.